# Коллинз, Кристин
Кристин Коллинз (англ. Christine Collins), урождённая Кристин Ида Данн (англ. Christine Ida Dunne; 14 декабря 1888 — 8 декабря 1964) — американка, которая стала известна в конце 1920-х и 1930-х годов после того, как в 1928 году пропал её девятилетний сын Уолтер Коллинз. В ходе судебных показаний Гордона Норткотта суд штата Калифорния пришел к выводу, что Уолтер Коллинз был убит Гордоном Стюартом Норткоттом, который вскоре был казнён в Сан-Квентине в 1930 году. 
Её поиски сына описаны в фильме Клинта Иствуда «Подмена» 2008 года, где роль Коллинз сыграла Анджелина Джоли.

## Биография
Кристин родилась в семье Фрэнсиса Данна (1839—1912) и Клары Хорн (1851—1923). Отец был иммигрантом из Ирландии, мать — из Англии. У Кристин было несколько сестёр и один брат. Фрэнсис был судоводителем и семья какое-то время жила на Гавайях и в Калифорнии, прежде чем осесть в Сиэтле, но Кристин к тому моменту приняла решение поселиться в Лос-Анджелесе, где она родилась. Там она пошла работать в телефонную компанию, где в конечном итоге дослужилась до диспетчера. В какой-то момент она встретила мошенника и грабителя по имени Уолтер Джозеф Энсон (который в дальнейшем использовал псевдонимы Уолтера Коллинза или Конрада Коллинза), который работал водителем трамвая. Они поженились, поселившись в районе Линкольн-Хайтс в Лос-Анджелесе, и 23 сентября 1918 года у них родился сын Уолтер. В 1923 году Уолтер-старший, за которым числилось восемь вооружённых ограблений, был приговорён к пребыванию в калифорнийской тюрьме Фолсом. Он умер там 18 августа 1932 года и был похоронен на тюремном кладбище.

## Исчезновение Уолтера Коллинза
Уолтер Коллинз исчез 10 марта 1928 года после того, как Кристин дала ему денег на поход в кино. Исчезновение Уолтера привлекло внимание всей страны, и полицейское управление Лос-Анджелеса безуспешно проверяло сотни версий. Полиция столкнулась с негативной реакцией и растущим давлением общественности, требующей раскрыть дело. Через пять месяцев после исчезновения Уолтера в ДеКалбе (штат Иллинойс) был найден мальчик, утверждающий, что он — Уолтер Коллинз.
Во время воссоединения Коллинз сказала, что мальчик не является Уолтером. Так как общественность требовала расследовать пропажу мальчика, капитан Джей Джей Джонс убедил ее «проверить мальчика», забрав его домой. Она вернулась в полицейский участок через три недели, снова заявив, что они нашли не ее сына. Коллинз показывала стоматологические карты, доказывающие то, что мальчик не является Уолтером, однако полиция не приняла их. Коллинз сообщила, что Джонс обвинил ее в том, что она - плохая мать. Вскоре полицейский отправил Коллинз в психиатрическое отделение окружной больницы Лос-Анджелеса, используя «код 12» — код, используемый для заключения в тюрьму человека, который мог усомниться в действиях полиции и уличить в бездействии, коррупции или желании быстро закрыть дело.
Пока Коллинз была в отделении, Джонс допросил мальчика, который вскоре признался, что его настоящее имя — Артур Хатченс младший, 12-летний беглец из Айовы. Хатченс был задержан полицией в штате Иллинойс. Когда его спросили, является ли он Уолтером Коллинзом, он сначала ответил «нет», но потом сказал «да». Причиной обмана стало желание попасть в Голливуд, чтобы встретиться со своим любимым актером Томом Миксом. Коллинз была освобождена через десять дней после признания Хатченса и подала иск против полицейского управления Лос-Анджелеса. Коллинз выиграла иск против Джонса и должна была получить 10 800 долларов, которые Джонс так и не выплатил.
В 1929 году Гордон Стюарт Норткотт был признан виновным в похищении, растлении и убийстве трёх маленьких мальчиков (эти убийства получили название «Убийства в курятнике Вайнвилля»). Мать Норткотта, Сара Луиза Норткотт, в конце 1928 года призналась в своём участии в убийстве Уолтера Коллинза, который был одной из жертв её сына. После признания она была приговорена без суда к пожизненному заключению за участие в смерти Уолтера. Штат решил не судить Гордона Норткотта за убийство Уолтера и вместо этого привлек его к суду за убийства трёх других мальчиков, по которым имелись судебно-медицинские доказательства. 13 февраля 1929 года он был признан виновным во всех трёх убийствах и приговорён к смертной казни. Несмотря на эти приговоры, Гордон Норткотт отрицал то, что он убил Уолтера, а Сара Норткотт позже пыталась отказаться от своих слов и давала другие противоречивые и непоследовательные показания. Коллинз, которая поверила новым показаниям, стала верить, что её сын жив (несмотря на признание Сарой Норткотт своей вины перед судьей и подтверждающие показания Сэнфорда Кларка в убийстве Уолтера Коллинза). Она переписывалась с Норткоттом и получила разрешение взять у него интервью незадолго до казни. Норткотт пообещал рассказать правдивую историю о судьбе её сына, но в последнюю минуту отказался от своих слов и признался в своей непричастности. Появление другого мальчика, которого Норткотт похитил и, возможно, растлил, дало новую надежду. Полиция сначала думала, что мальчик мог быть жертвой убийства Норткотта. Коллинз продолжала искать своего сына до конца жизни. Она несколько раз пыталась получить деньги, причитающиеся ей от Джонса, включая за судебное дело 1941 года, в котором она пыталась получить 15 562 доллара в Высшем суде. Коллинз умерла в 1964 году и была похоронена в Лос-Анджелесе.

## Кристин Коллинз в искусстве

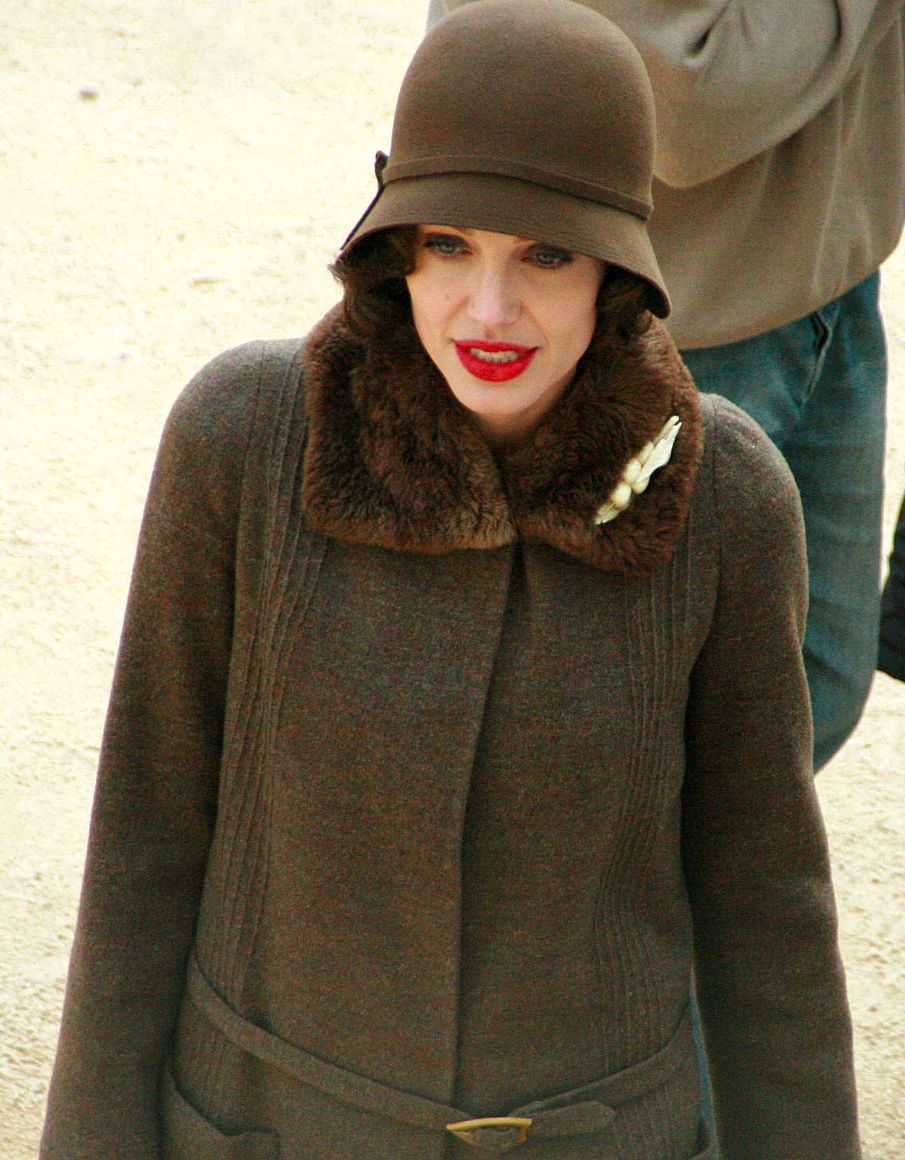
Анджелина Джоли на съёмках фильма «Подмена»

- «Подмена» — фильм 2008 года, снятый режиссером Клинтом Иствудом. Актриса Анджелина Джоли сыграла Кристин Коллинз, которая за эту роль была номинирована на премию «Оскар» за лучшую женскую роль[15]. Иствуд заявил, что Джоли была выбрана на данную роль, потому что она была матерью и подходила по внешности соответствующему периоду. Джоли сказала о своей роли: «Персонаж очень сильно напомнил мне мою маму, поэтому было приятно играть кого-то, кто обладал характерными чертами того, кого я любила»[15].